# Rijksbeschermd gezicht Den Haller
Gezicht Den Haller is een van rijkswege beschermd dorpsgezicht in Diepenheim in de Nederlandse provincie Overijssel. Het omvat het gebied van watermolen Den Haller. De procedure voor aanwijzing werd gestart op 4 augustus 1988. Het gebied werd op 17 oktober 1991 definitief aangewezen. Het beschermd gezicht beslaat een oppervlakte van 26,5 hectare.
Panden die binnen een beschermd gezicht vallen krijgen niet automatisch de status van beschermd monument. Wel zal de gemeente het bestemmingsplan aanpassen om nieuwe ontwikkelingen in het gebied te reguleren. De gezichtsbescherming richt zich op de stedenbouwkundige en cultuurhistorische waardering van een gebied en wil het toekomstig functioneren daarvan veiligstellen.